# Lamellolucina trisulcata
Lamellolucina trisulcata is een tweekleppigensoort uit de familie van de Lucinidae. De wetenschappelijke naam van de soort is voor het eerst geldig gepubliceerd in 2002 door Taylor & Glover.